# Графиняно
Графиня̀но (на италиански: Graffignano) е село и община в Централна Италия, провинция Витербо, регион Лацио. Разположено е на 187 m надморска височина. Населението на общината е 2355 души (към 2010 г.).